# بارنتروب
بارنتروب (بالألمانية: Barntrup) هي بلدة ألمانية تقع في ألمانيا في ليبه.  يقدر عدد سكانها بـ 9,075 نسمة .

## أعلام
- أولريش بورن